# (35254) 1996 BW2
1996 بي دابليو 2 (ويعرف أيضًا باسم (35254) 1996 بي دابليو 2 وفق تسمية الكوكب الصغير) (بالإنجليزية: 1996 BW2)‏ هو كويكب ضمن حزام الكويكبات؛ وترتيبه 35254 من حيث الاكتشاف.
اكتُشف هذا الجُرم الفلكي بواسطة Fumiaki Uto ‏ في 26 يناير 1996.

## وصلات خارجية
- (35254) 1996 BW2 في قاعدة بيانات مختبر الدفع النفاث لأجرام النظام الشمسي الصغيرة

- الاكتشاف · مخطط المدار ·  العناصر المدارية · المعلمات المادية

- (35254) 1996 BW2 على موقع ويكي سكاي: DSS2, SDSS, GALEX, IRAS, Hydrogen α, X-Ray, Astrophoto, Sky Map, Articles and images